# Coelurosauravus
Coelurosauravus – rodzaj prymitywnego diapsyda, gada mającego wyspecjalizowane skrzydła, które pozwalały mu szybować. Średnia długość okazów mierzyła 60 cm, a ich ciała były długie i płaskie, odpowiednio przystosowane do szybowania. Czaszka Coelurosauravus miała spiczasty dziób i zawierała ząbkowany grzebień, pobieżnie będący podobnym do grzebieni późniejszych dinozaurów ceratopsów. Żył pod koniec permu, 250 milionów lat temu, na terenie obecnych: Madagaskaru i Niemiec. Jest najstarszym znanym szybownikiem.

## Gatunki
- C. jaekeli (typowy)
- C. elivensis